# Hinojosa del Valle (kommunhuvudort)
Hinojosa del Valle är en kommunhuvudort i Spanien.   Den ligger i provinsen Provincia de Badajoz och regionen Extremadura, i den sydvästra delen av landet, 300 km sydväst om huvudstaden Madrid. Hinojosa del Valle ligger 440 meter över havet och antalet invånare är 561.
Terrängen runt Hinojosa del Valle är lite kuperad. Runt Hinojosa del Valle är det glesbefolkat, med 8 invånare per kvadratkilometer. Närmaste större samhälle är Villafranca de los Barros, 16,0 km nordväst om Hinojosa del Valle. Trakten runt Hinojosa del Valle består till största delen av jordbruksmark.